# 허리케인 윌마
허리케인 윌마(영어: Hurricane Wilma)는 2005년에 북대서양에서 발생한 22번째 열대 저기압이자 13번째 허리케인, 6번째 메이저 허리케인, 4번째로 사피어-심프슨 허리케인 등급의 제5등급에 도달한 허리케인이다. 윌마의 중심기압은 882hPa를 기록하여 1988년에 발생한 허리케인 길버트의 기록(888hpa)을 깼다. 북대서양에서 발생한 모든 허리케인 중 가장 강한 세력을 가졌다.

## 역사

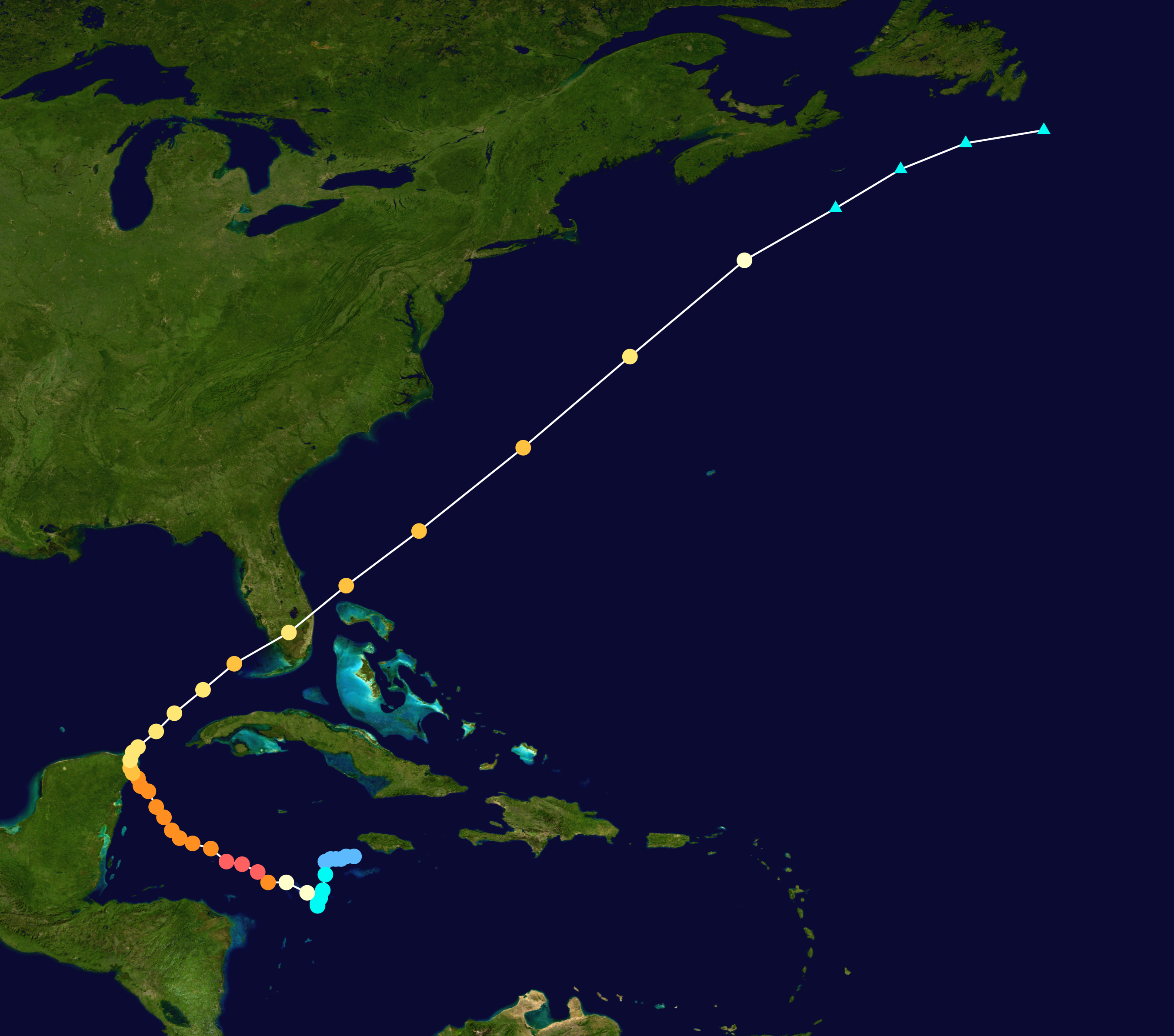
허리케인 윌마의 이동 경로

2005년 10월 13일, 자메이카 남동쪽 해상에서 넓은 저기압 지역이 나타났다. 이후 10월 15일에 케이맨 제도의 가장 큰 섬인 그랜드 케이맨 동남동쪽 345 km 부근 해상에서 윤곽이 뚜렷히 드러나면서 미국 국립 허리케인 센터는 2005년 제24호 열대 저기압으로 명명하였다.
이 열대 저기압은 남서쪽으로 향하면서 북쪽에 위치한 고기압과 비교적 높은 수온 등의 영향으로 인해 세력이 강해지면서 10월 17일, 드디어 열대 폭풍 허리케인 윌마라고 이름을 붙였다. 처음에는 발달이 느렸으나, 상승 기류가 차츰 조직되면서 10월 18일과 10월 19일사이 불과 24시간만에 중심기압이 982 hPa에서 100 hPa가 낮아진 882 hPa가 되었다. 이 중심기압 882 hPa는 허리케인 윌마의 최저 중심기압으로 기록되었으며, 풍속은 295 km/h로 빨라졌다.
허리케인 윌마는 10월 20일, 사피어-심프슨 허리케인 등급 제5등급에서 풍속 250 km/h로 세력이 약간 낮아졌으며, 북서쪽 멕시코 유카탄반도로 방향을 틀었다. 허리케인의 눈이 약 3.7 km였으나 후에 74 km으로 넓어졌다. 늦은 10월 21일에 멕시코 코주밀에 첫 번째로 상륙하였고 이내 빠져나와 유카탄반도에 풍속 240 km/h의 속력으로 2차 상륙하였다. 허리케인은 유카탄반도에 약 6시간 머무르다가 멕시코만으로 빠져나왔다. 육지에서 있을 때 보통 허리케인으로 약화되었으나, 이내 해상으로 빠져나오자 다시 강력해지면서, 수온이 높은 북부 카리브해와 멕시코만을 가로질러갔다. 이 때 강력한 저기압이 방향을 북동쪽으로 향하게 했다. 허리케인의 눈이 잘 유지되어있고, 계속 강해지면서 풍속 195 km/h의 속력으로 미국 플로리다주 로매노 케이프(곶)에 세 번째로 상륙하였다.
이 허리케인이 플로리다주를 4.5시간 만에 통과하면서 풍속 175 km/h로 약화되었다. 허리케인 윌마는 따뜻한 멕시코 만류의 영향으로 풍속 200 km/h으로 다시 강해졌으나, 차가운 공기를 만나면서 10월 26일, 온대 저기압으로 약화되었다.
이같은 피해로 허리케인 윌마는 북대서양에서 다시는 사용하지 않는 이름이 되었으며, 2006년 4월에 세계 기상 기구에 의해 퇴출되었다. 이 허리케인은 'W'가 들어가는 태풍 중 가장 먼저 쓰였으나 가장 처음으로 퇴출되었고, 2005년에 퇴출된 허리케인 이름이 5개에 이르게되었다.

## 피해

### 카리브 국가들
아이티에서는 산사태로 인해 12명이 죽었고 2005년 미국 달러 기준, $500,000의 피해액을 냈다. 10월 16일에는 자메이카에서 1명이 죽었고, 10월 18일에는 저지대에 거주하고 있던 사람들이 산사태로 인해 도로가 차단되고 많은 집을 잃는 등 피해가 속출했다. 250명에 가까운 사람들이 비상 피난처에 있었다.

### 멕시코

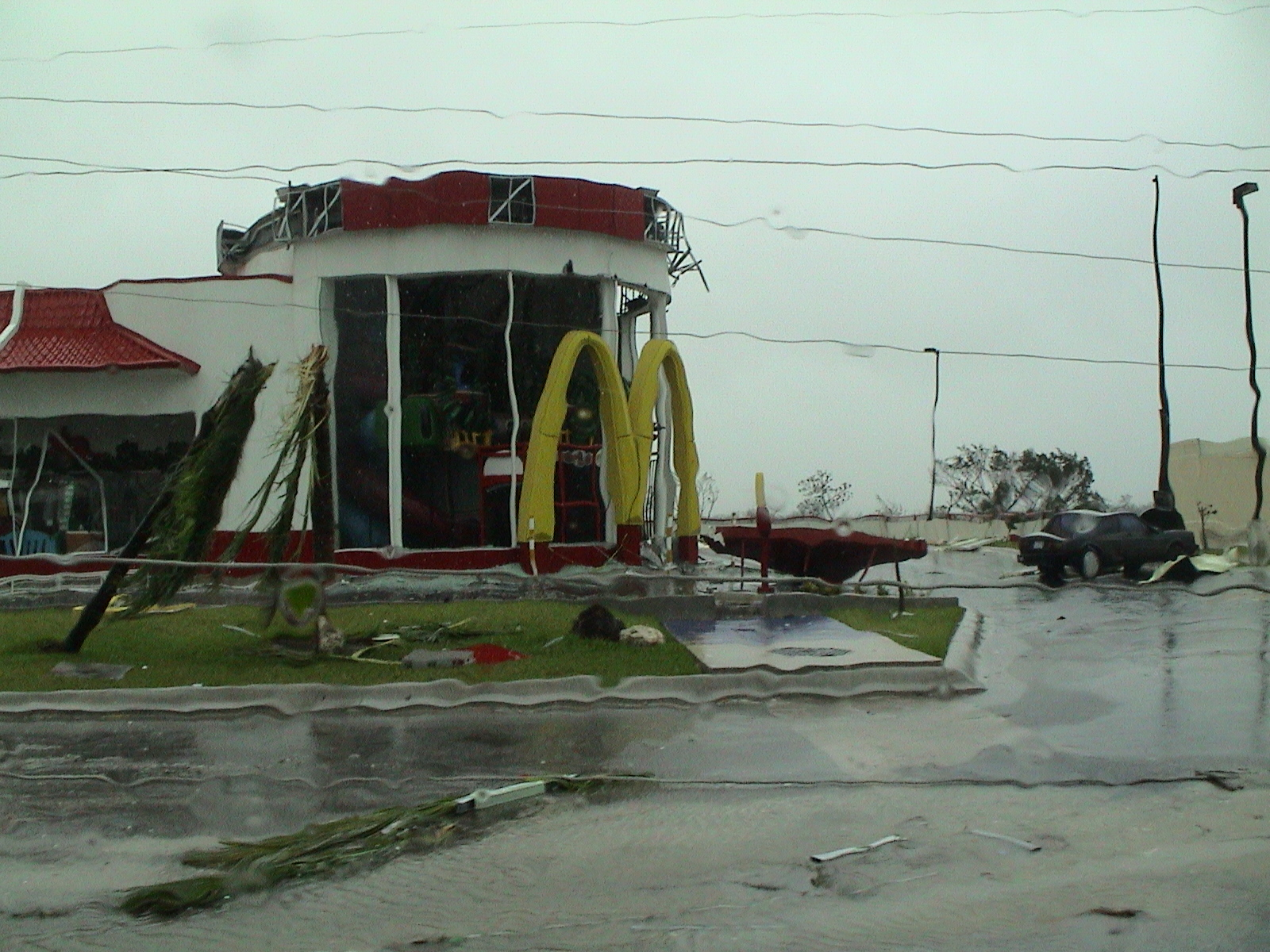
캉쿤의 맥도날드

멕시코에서는 총 8명이 죽었다. 이 중 4명은 코주밀 섬에서, 또 한명은 캉쿤에서 죽었다. 유카탄주에서는 나무가 뽑히면서 떨어져 깔려 죽은 한 사람도 있었다. 사진과 텔레비전 방송들은 캉쿤 지역에서 홍수, 뽑힌 나무, 정전과 건물 등의 잔해로 인해 매우 강했던 피해를 보도하였다. 많은 지역에서 590 mm를 초과하는 비가 내렸고, 유카탄반도 북동부 지역에서는 무려 1637 mm에 달하는 비가 내렸다. 이 수치는 허리케인 길버트가 상륙했던 당시의 다섯 배의 기록이었다. 한 체육관이 바람으로 인해 지붕이 떨어진 채로 1,000명을 수용하는 피난처로 사용되었다. 허리케인이 상륙할 당시 5 m에서 8 m에 이르는 파도가 해안을 덮쳤다. 이 높이는 일반 호텔의 3층에 달하는 높이였다. 코주밀 섬에서도 깨진 창문, 뽑힌 나무들, 정전 등은 매우 심각했으나 건물 손상은 적었다. 같은 해 7월에 상륙한 허리케인 에밀리에 상반되는 장면이었다. 멕시코는 이번 허리케인으로 인해 75억 달러(2005년 미국 달러 기준)로 피해액이 집계되었으며 이중, 46억 달러는 농업 관련 피해액이었다.

### 쿠바
쿠바에서는 피난민을 태우고 가던 버스가 충돌하면서 4명이 죽었는데, 이 중 3명이 외국인 관광객들이었다. 해안 침수가 여기저기에서 보고되었고, 특히 수도인 아바나 주변에서 더욱 심각하였다. 250채가 넘는 집들이 물에 잠겼고, 피해민들이 스쿠바 장비, 노, 보트 등을 준비해달라고 요구하였다. 아바나 역시 정전이 되었고, 바람이 140 km/h까지 부는 등, 피해가 많았다. 쿠바의 이번 허리케인으로 인해 생긴 피해액은 총 7억달러(2005년 미국 달러 기준)이다.

### 바하마
허리케인 윌마가 바하마를 지나가는 동안, 매우 강한 바람을 만들어 내었고, 높은 파도가 일어 남서쪽 해안 지역에서는 많은 건물들이 침수되었고, 또 파괴되었다. 또한 무덤이 씻겨내려가 시신들이 거리에서 나뒹굴고있는 경우도 있었다. 바하마의 총 피해액은 1억달러(2005년 미국 달러 기준)으로 집계되었다. 이 피해는 대부분 서쪽 지역에서 일어난 것이며, 동쪽 지역은 거의 영향을 미치지 못했다. 인명피해로는 한 명의 어린이가 불어난 물에 떠내려가다가 사망한 일을 제외하고는 없다.

### 미국

#### 플로리다주

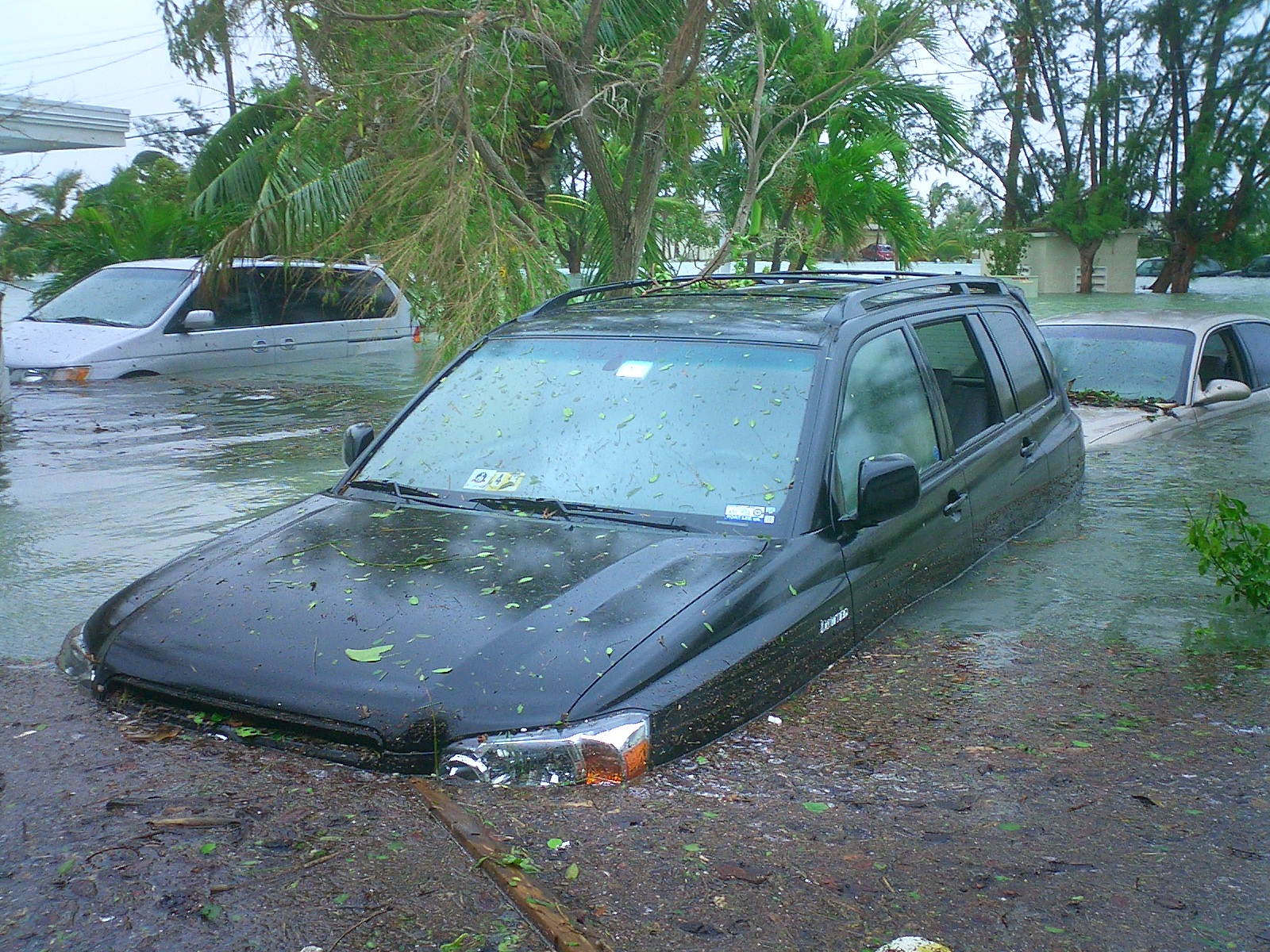
플로리다 주의 홍수

미국 플로리다주에서는 32명이 사망하였고, 특히 남부 플로리다주에서 피해가 매우 심각하였고 광범위하였다. 허리케인이 대서양으로 빠져나간 뒤, 멕시코만에서 플로리다 키 인근에 2.4 m가 넘는 파도가 일었다. 허리케인 윌마는 플로리다주의 많은 사회 기반 시설들을 파괴시켰다. 플로리다주의 가장 큰 전력발전소에는 3,421,000명이 전기가 끊겼다고 신고가 들어오기도 하였다. 이 주의 서부에 있는 도시인 포트로더데일에서는 오래된 건물들이 굉장히 많이 파괴되었다. 이 건물들은 1992년 허리케인 앤드류가 지나간 후 건물을 튼튼히 짓는 규정이 생겼는데, 이 전에 지어졌기 때문에 그 피해가 더욱 심각하였다. 플로리다주의 총 피해액은 206억달러(2005년 미국 달러 기준)이었다.

#### 남동부 주
미국에서는 플로리다주를 제외하면 영향을 많이 받지 않았기 때문에, 당연히 강수량도 현저히 적었다. 조지아주, 사우스캐롤라이나주, 노스캐롤라이나주와 버지니아주에서 몇몇 지역만이 51 mm가 넘는 비가 왔다. 그러나, 허리케인이 지나가던 10월 25일, 노스캐롤라이나주의 한 지역에서는 76 mm가 넘는 비가 내렸다. 다른 인명피해는 없었다.

## 기록
이 허리케인은 '윌마(Wilma)'로 명명되었고 이는 1950년부터 허리케인이 붙여진 이름 중 처음으로 이름의 첫부분에 'W'가 들어가는 이름이었다. 북대서양의 허리케인은 매년 이름의 첫부분을 'Q'와 'U', 'X', 'Y', 'Z' 이 5글자를 제외한 A부터 W까지 정해 사용하므로 허리케인의 발생 수가 적은 해는 사용하는 이름이 적어지게 된다. 그러나 2005년에는 종전의 1933년에 발생했던 허리케인의 수 기록을 깨트린 28개의 열대폭풍이 발생해 A부터 W까지 붙인 이름도 모자라 그리스어의 이름(알파, 베타, 감마, 델타, 엡실론과 제타)을 따서 6개가 더 사용되었다.
허리케인 윌마의 중심기압은 882 hPa로, 현재 북대서양에서 발생한 모든 허리케인을 통틀어도 가장 강하다. 또한 중심기압은 24시간만에 882 hPa로 낮아져 가장 빨리 최성기를 맞이한 허리케인이 되었다. 최성기를 맞이할 당시 허리케인 윌마의 눈은 직경 약 4.8 km (3 mi)로 대서양에서 발생한 허리케인 중 가장 작은 수치이다. 멕시코 유카탄반도 북동쪽에 위치한 킨타나로오주의 한 도시에서는 무려 1,637 mm의 강수량을 기록해 1988년의 허리케인 길버트가 뿌린 비의 양의 5배가 넘는 양이었다. 이것 또한 멕시코에서 24시간 강수량의 새 기록을 새웠다. 윌마가 낳은 재산피해액 또한 어마어마한 양이었다. 멕시코에서는 두 번째로 재산피해액이 많이 집계된 허리케인으로 1997년의 허리케인 폴린만이 88억 4천만달러를 기록해 윌마보다 많은 양이었다.
허리케인 윌마가 막대한 피해를 남기면서 영구제명되기에 이르자 2005년에는 영구제명된 허리케인 수만 5개에 이르러 1955년, 1995년과 2004년에 공동으로 기록했던 4개보다 앞섰다. 이름인 윌마(Wilma)는 휘트니(Whitney)로 대체되었다. 이 해 10월 4일에 발생한 이름이 붙여지지 않았던 2005년 아조레스 아열대폭풍 (2005 Azores Subtropical Storm)에 이름이 부여되었더라면 윌마는 그리스어의 첫 글자의 이름, '알파(Alpha)'로 명명되었을 것이고 이는 제명되지 않았을 것이다.

## 같이 보기
- 허리케인 앨런
- 허리케인 길버트
- 허리케인 미치